# 2013年8月逝世人物列表
2013年逝世人物列表：1月 - 2月 - 3月 - 4月 - 5月 - 6月 - 7月 - 8月 - 9月 - 10月 - 11月 - 12月
2013年8月逝世人物列表，是用于汇总2013年8月期间逝世人物的列表。

## 依日期排序

### 1日
- 朗加·拉奧（Pamulaparthi Venkata Ranga Rao），73歲，印度政治家，死於心臟病。[1]
- 田中芳乃，113歲150天，日本人瑞。[2]
- 愛爾芭·班納蒂·東妮，111歲113天，義大利裔法國人瑞。[2]

### 2日
- 朴容植，66歲，南韓藝人，因外貌神似韓國前總統全斗煥而知名，敗血症病逝。[3]
- 姜悅萍，89歲，中國政治人物，河南省商務廳離休干部、原河南省對外經濟貿易委員會紀檢組組長。病逝。 [4]

### 3日
- 約翰·帕爾默（John Palmer）,77歲，前美國國家廣播公司(NBC)新聞主播、記者. 病逝.[5]
- 林獻羔，88歲，中國著名基督教家庭教會領袖，因病逝世。[6]

### 4日
- 黄永生，79歲，上海说唱表演艺术家。回家途中病逝。[7]
- 雷纳托·鲁杰罗（Renato Ruggiero），83歲，意大利政治人物，前外交部長，世界贸易组织第一任总干事，病逝。[8]

### 5日
- 林杰樑，55歲，台灣林口長庚醫院臨床毒物科主任、毒物學教授，因敗血性休克和器官衰竭，病逝於林口長庚醫院。[9]
- 喬治·杜克（George Duke), 67歲, 美國鋼琴家、作曲家和音樂製作人。曾獲得葛萊美獎。於洛杉磯病逝。[10]
- 董光光，89歲，美國華裔鋼琴家。費城郊區家中逝世。[11]

### 6日
- 森浩一，85歲，日本考古學者。死於急性心律不正。[12]
- 姚抗，89歲，中國人民解放軍軍人，總政黃寺第二干休所正軍職離休干部、總政辦公廳原秘書長。病逝。 [13]

### 7日
- 粘錫麟，74歲，台灣彰化縣鹿港鎮人，臺灣著名環保社運人士，因腦幹溢血中風，病逝於彰化基督教醫院。[14]
- 阿納托利·拉赫林（俄語：Анатолий Соломонович Ра́хлин）, 75歲, 俄羅斯籍柔道教練, 曾教授俄羅斯總統弗拉基米爾·弗拉基米羅維奇·普京. 於聖彼得堡病逝.[15]
- 小川博司, 62歲, 日本動畫作畫監督, 死於胃癌.[16]

### 8日
- 伊戈爾·庫爾諾索夫（俄語：Игорь Курносов），28歲，俄羅斯國際象棋特級大師。交通意外。[17]
- 凱倫·布萊克 (Karen Black)，74歲，美國電影女演員，曾演出電影「逍遙騎士」（Easy Rider）、「浪蕩子」 （Five Easy Pieces）、「大亨小傳」（The Great Gatsby）、「納許維爾」（Nashivlle）、「大巧局」（Family Plot）、因膀胱癌於洛杉磯病逝.[18]

### 10日
- 利國偉爵士，95歲，香港銀行家，恒生銀行前董事長，曾任行政立法兩局非官守議員。病逝。[19][20]
- 拉迪斯勞·科斯澤克·科薩塔瑞，98歲，被控於二次大戰擔任匈牙利警官期間犯下戰爭罪行。[21][22]
- 高崎一郎，82歲，日本東京電視台節目主持人, 深夜電台節目[ALL RIGHT NIPPON]節目專業播音員。年老。[23]
- 曾亚英，58岁，女，马来西亚国会议员、马华公会妇女组全国署理主席。[24]
- 劉鳴 ,91歲, 吉林省長春市直屬機關老干部管理服務中心離休干部（享受正廳級待遇）。病逝。 [25]

### 11日
- 愛蒂·葛姆（Eydie Gorme）, 84歲, 美國知名老牌女歌手, 曾和身兼丈夫的知名老牌歌手史提夫·勞倫斯（Steve Lawrence）以首張專輯（We Got Us）在1960年抱回葛萊美獎, 1967年以個人歌曲（If He Walked into MyLife）再奪葛萊美獎. 病逝.[26]
- 刘易斯·科恩菲尔德(Lewis Cohen Field)，97岁，美国消费电子产品专业零售商Radio Shack的前任总裁，早期家用电脑市场中的开创者，曾推出TRS-80个人电脑。因淋巴细胞性白血病引起的并发症，去世于沃思堡。[27]
- 姜安雄，101歲, 重慶警備區萬州干休所副軍職離休老紅軍。病逝。 [28]
- 王鼎新，97歲, 正軍職離休干部、原福州軍區炮兵副司令員。病逝。 [29]

### 12日
- 約安-弗里索王子（Prince Johan-Friso），44歲，荷蘭王國二王子，2012年2月在奧地利滑雪遇到雪崩受傷期間因為缺氧，導致腦部受損，其後引發併發症逝世.[30]
- 方烈明, 82歲, 馬來西亞武吉淡汶著名老中醫師, 死於交通意外.[31]

### 13日
- 佐渡川準（佐渡川 準），本名川人睦，34岁，日本男性漫畫家，《无敌看板娘》作者，被发现于茨城县利根町利根親水公園上吊，警方認定其为自杀。[32]。
- 潘孝銳，93歲，台灣企業家、晶華酒店創辦人，心肺衰竭病逝[33]。

### 14日
- 麥克·迪恩（Mick Deane），61歲，英國媒體天空新聞台（Sky News）攝影師，在埃及首都開羅採訪時遭槍擊身亡。[34]
- 馬克·薩頓（Mark Sutton），42歲，英國特技演員，曾在2012年倫敦奧運開幕典禮擔任丹尼爾·克雷格的替身，扮演007電影主角從直升機上跳傘。在瑞士和法國邊境附近的阿爾卑斯山脈進行跳傘表演時當場摔死。[35]
- 山口富士夫 (山口 冨士夫)，64歲，日本搖滾結他手。[36]
- 傑克·加芬克爾(Jack Garfinkel)，95歲，美國籃球運動員，壽終。[37]

### 15日
- 雅克·韦尔热斯（法語：Jacques Vergès），88歲，法籍阿爾及利亞裔律師，曾為伊拉克總統海珊（Sadam Hussein）等知名政治人物擔任辯護律師聞名。死於心臟病。[38]
- 羅莎莉雅·梅拉（西班牙語：Rosalía Mera），69歲，西班牙女性企業家暨首富、知名服飾品牌ZARA的母公司共同創辦人。病逝。[39]
- 瑪莉亞·葛拉維吉(Maria Gravigi-De Candia)，113歲165天，義大利女性人瑞。[2]

### 16日
- 汪鍵，45歲，峨眉武術研究會會長、中國國家級非物質文化遺產峨眉武術傳承人之一，病逝。[40]
- 姚永春，52歲，長沙市委常委、紀委書記。病逝。[41]

### 17日
- 周欽南，76歲，人稱之為泰國白龍王，因支氣管問題久病不癒病逝。[42]
- 德文·格雷（Devin Gray），41歲，美國籃球明星，死於心肌梗塞。[43]
- 薄冰，91岁，中华人民共和国英语教育家，北京外国语大学教授，因呼吸衰竭逝世。[44]

### 18日
- 高明峰，46歲，國立臺灣體育運動大學體育系助理教授，參加合歡山武嶺單車成年禮鐵馬高峰會時摔車，因而嚴重腦出血昏迷不治。[45]
- 弗洛林·奇瓦巴（Florin Cioaba），58歲，致力為歐洲貧困吉卜賽人提供教育，故有吉普賽之王之稱，死於心臟病。[46]

### 19日
- 楊滄派，56歲，台湾彰化縣登山單車好手，參加南投縣仁愛鄉單車越嶺時墜崖，送醫後不治。[47]
- 陳劍聲，64歲，香港粵劇女文武生，連任五屆八和會館主席。腸癌病逝。[48]
- 悉達·華爾頓（英語：Cedar Walton），79歲，美國爵士樂鋼琴家與作曲家，病逝。[49]
- 许家林，57岁，中国学者，中南财经政法大学会计学院教授。[50]

### 20日
- 丁天缺，97歲，油画家，中国介绍毕加索第一人，與已故畫家趙無極、吴冠中曾是同學。[51]
- 埃爾莫爾·倫納德（Elmore Leonard），87歲，美國偵探小說作家。死於中風併發症。[52][53]

### 21日
- 程浩，20歲，中國網絡紅人，因病去世。[54]
- 韩子善，73岁，中国人体摄影家、摄影理论教育家，清华大学美术学院教授。[55]

### 22日
- 藤圭子（藤 圭子），62歲，日本女歌手，知名歌手宇多田光的母親，跳楼自杀身亡。[56][57][58][59]
- 傅献彩，93岁，中国著名的物理化学家和化学教育家，病逝。[60]
- 藤澤嵐子，本名早川嵐子，88歲，日本女歌手，有「タンゴの女王」之稱號，年老逝世。[61]

### 23日
- 伍日照，76歲，香港麥當勞榮譽主席兼創辦人，病逝。[62]
- 迪恩·梅明格（Dean P. Meminger），65歲，美國籃球明星，吸毒過量而死。[63]
- 吉爾伯特·泰勒（Gilbert Taylor），99歲，英國著名電影攝影師，病逝。[64]
- 威廉·葛拉瑟（William Glasser），88歲，美國心理學家，病逝。[65]
- 約翰·梅史東（John Mainstone），78歲，澳洲科學家，瀝青滴漏實驗的負責人之一，死於中風。[66]

### 24日
- 徐生明，55歲，中華職棒義大犀牛隊總教練，心肌梗塞過世。[67]
- 朱莉·哈里斯（Julie Anne Harris），87歲，美國女演員，病逝。[68]
- 谷川健一，92歲，日本民族文化風俗學者，病逝。[69]
- 劉西堯，97歲，原名劉錫堯，中國政治人物，首顆原子彈實驗副總指揮。原第二機械工業部部長、教育部原部長、中共四川省委原書記、全國政協原常委。病逝。[70]

### 25日
- 刘复之，96岁，中國政治人物，原中共中央顾问委员会委员，最高人民检察院原检察长。病逝。[71]

### 26日
- 王寧，原名許高科，91歲，原中共廣東省顧問委員會主任。病逝。[72]

### 27日
- 陈鲤庭，103岁，中国著名电影导演、话剧编剧、艺术理论家、原上海天马电影制片厂厂长。[73]
- 王維芳，53歲，中華民國蒙藏委員會藏事處處長。[74]

### 29日
- 布鲁斯·穆雷（Bruce C. Murray），81歲，美國行星科學家、地質學家，阿茲海默症的併發症病逝。[75]
- 吴自勤，81岁，中国电子显微学专家（页面存档备份，存于）。
- 閭小飛，32歲，中國新疆公安特警，在喀什執行反恐怖主義活動中殉職。[76][77]

### 30日
- 謝默斯·希尼（Seamus Heaney），74岁，愛爾蘭詩人，1995年諾貝爾文學獎得主。[78]
- 张会英，41岁，中国山西省汾西县人，山西男童郭斌被挖眼案犯罪嫌疑人，为男童的伯母，跳楼自杀身亡。[79]

### 31日
- 大衛·弗羅斯特爵士（Sir David Frost），74岁，英國時事評論員、電視節目主持人、作家、記者。[80][81]